# بين المجرات
بين المجرات (بالإنجليزية: Entergalactic)‏ هو مسلسل رسوم متحركة للكبار موسيقي أمريكي قادم من تأليف كيد كودي و يان إيدلمان. سياشرك في المسلسل كل من كيد كودي، جيسيكا وليامز، تيموثي شالاماي، تاي دولا ساين، لورا هارير، فانيسا هادجنز وكريستوفر آبوت. من المقرر صدور المسلسل على منصة نتفليكس في 30 سبتمبر 2022.